# Dalneje (Kaliningrad, Moskauer Rajon)
Dalneje (russisch Дальнее, deutsch Seligenfeld) ist ein Ort im Moskauer Rajon, einem Stadtbezirk von Kaliningrad (früher Königsberg in Preußen), der Hauptstadt der   russischen Oblast Kaliningrad.

## Geographische Lage
Die Ortschaft liegt in der historischen Region Ostpreußen, sechs Kilometer südöstlich des Stadtzentrums von Kaliningrad (Königsberg) und fünf Kilometer nordwestlich der Landgemeinde Lugowoje (Gutenfeld).

## Geschichte

Die Ortschaften Seligenfeld (gekennzeichnet durch das Kürzel ‚Sel.‘) und Neuendorf, in südöstlicher Nachbarschaft von Königsberg, auf einer Landkarte von 1910.

Die  bis 1946 „Seligenfeld“ (vor 1871 Seeligenfeld) genannte Landgemeinde ist ein altes Kirchdorf. Während der Herrschaft des Deutschen Ordens war das Dorf samt Kirche und 60 Hufen laut Schenkungsbrief im Jahr 1465 vom Hochmeister Ludwig von Erlichshausen dem Nonnenkloster Sankt Marien zu Königsberg verschrieben worden. Im Jahr 1782 wird Seligenfeld als ein adliges Dorf mit 25 Feuerstellen (Haushaltungen) bezeichnet, das dem Königsberger Hospital gehört.
Am 30. April 1874 wurde der Ort Verwaltungssitz und namensgebender Ort für den neu errichteten Amtsbezirk Seligenfeld. Er gehörte zum Landkreis Königsberg (Preußen) (1939 bis 1945 Landkreis Samland) im Regierungsbezirk Königsberg der preußischen Provinz Ostpreußen. Im Jahre 1910 waren in Seligenfeld 474 Menschen wohnhaft.
Am 14. Mai 1930 kam Seligenfeld in den neu gebildeten Amtsbezirk Adlig Neuendorf (heute russisch: Rschewskoje), die Einwohnerzahl stieg bis 1933 auf 741. Am 1. April 1939 schließlich wurde Seligenfeld aus dem Landkreis Königsberg (Preußen) in die Stadt Königsberg (Preußen) (Kaliningrad) und den Stadtkreis Königsberg umgegliedert.
Die Region von Königsberg wurde mit dem nördlichen Ostpreußen nach Ende des Zweiten Weltkrieges von der Sowjetunion besatzungsrechtlich in eigene Verwaltung genommen. Seligenfeld wurde 1946 in „Dalneje“ umbenannt und gehört seit 1947 zum Moskauer Rajon innerhalb des Stadtkreises Kaliningrad der Oblast Kaliningrad.

### Amtsbezirk Seligenfeld (1874–1930)
Der Amtsbezirk Seligenfeld wurde 1874 aus zwei Landgemeinden und einem Gutsbezirk gebildet:
| Deutscher Name | Russischer Name | Bemerkungen                                                  |
| -------------- | --------------- | ------------------------------------------------------------ |
| Landgemeinden: |                 |                                                              |
| Schönfließ     | Komsomolskoje   |                                                              |
| Seligenfeld    | Dalneje         |                                                              |
| Gutsbezirk:    |                 |                                                              |
| Jerusalem      | Moskowskoje     | 1928 in die Stadtgemeinde Königsberg (Preußen) eingegliedert |

Am 14. Mai 1930 schlossen sich Adlig Neuendorf (heute russisch: Rschewskoje), Schönfließ (Komsomolskoje) und Seligenfeld zum neuen Amtsbezirk Adlig Neuendorf zusammen. Der Amtsbezirk Seligenfeld wurde aufgelöst. Diese Zugehörigkeit dauerte bis zum 1. April 1939, als die Eingemeindung nach Königsberg erfolgte.

### Fort 11 Graf Dönhoff
Südwestlich von Dalneje befindet sich das Fort 11, dass noch heute den Namen zahlreicher Grafen der Familie Dönhoff trägt. Hier vermutet man noch Teile des Bernsteinzimmers.

## Kirche

### Kirchengemeinde
Bereits in vorreformatorischer Zeit war Seligenfeld ein Kirchdorf. Bereits Mitte des 15. Jahrhunderts gehörte die Pfarrei zum Löbenichtschen Großen Hospital in Königsberg (Preußen), das mit dem Dorf dotiert wurde. Die Reformation hielt hier früh Einzug. Gehörte das Kirchspiel anfänglich noch zur Inspektion des Oberhofpredigers, so war es dann bis 1945 in den Kirchenkreis Königsberg-Land I innerhalb der Kirchenprovinz Ostpreußen der Kirche der Altpreußischen Union eingegliedert. 
Die alte Kirche von Seligenfeld brannte nach einem Blitzschlag am 1. Oktober 1845 ab, wobei die bemalte Holzdecke und die Orgel zerstört wurden; wertvolle Gemälde waren nicht vorhanden gewesen.
Heute liegt Dalneje im Einzugsgebiet der evangelisch-lutherischen Kaliningrader Auferstehungskirche, die zur Propstei Kaliningrad der Evangelisch-lutherischen Kirche Europäisches Russland (ELKER) gehört.

### Kirchspielorte (bis 1945)
Zum Kirchspiel Seligenfeld gehörten vor 1945 die Orte:
- Aweiden (Juschny)
- Dalheim (Roschtschino)
- Jerusalem (Moskowskoje)
- Schönfließ (Komsomolskoje)
- Seligenfeld (Dalneje)
- Speichersdorf (Juschny)

### Pfarrer (bis 1945)
In Seligenfeld amtierten bis 1945 als evangelische Geistliche:
| - Caspar Kurau, bis 1545 - Johann Schwartz, 1545–1546 - Georg Schönwald, 1557/1579 - Tobias Scolius, 1593/1594 - Friedrich Sommer, 1594–1602 - Peter Cyrus, ab 1621 - Erich Paisen, 1640–1655 - Johann Renn, um 1650 - Johann Trost, 1656–1671 - Johann Owerbeck, ab 1671 - Reinhold Hafner, ab 1680 - Heinrich Saft, 1685–1701 | - Georgius That, ab 1701 - Johann Heinrich Saft, 1714 - Johann Heinrich Arendts, 1716–1753 - Michael Ernst Rundt, 1753–1794 - Johann Friedrich Frohlandt, 1795–1810 - Friedrich Wilhelm Masuhr, ab 1811 - Carl Ludwig Bandisch, bis 1854 - Carl Friedrich Ägidius Zimmermann, 1854–1867 - Carl Friedrich F. Lautsch, 1867–1897 - August Adolf G. Hundsdörfer, 1897–1906 - Friedrich Lautsch, 1906–1945 |

## Verkehr
Durch den Ort führt eine Verbindungsstraße, die von der russischen Fernstraße A 195 (ehemalige deutsche Reichsstraße 128) nach Rschewskoje (Adlig Neuendorf) führt. 
Die nächste Bahnstation heißt heute Aiwasowski (bis 1946 Seligenfeld) und ist ein „Ostanowotschny punkt“ („O.p.“, Haltepunkt) an der Strecke von Kaliningrad über Gussew (Gumbinnen) nach Litauen, einem Teilstück der ehemaligen Preußischen Ostbahn, bis 1945 auch an der Bahnstrecke Königsberg–Angerburg.